# Роккамориче
Роккамориче (итал. Roccamorice) — коммуна в Италии, располагается в регионе Абруццо, в провинции Пескара.
Население составляет 1012 человека (2008 г.), плотность населения составляет 43 чел./км². Занимает площадь 24 км². Почтовый индекс — 65020. Телефонный код — 085.
Покровителем коммуны почитается святой Донат из Ареццо, празднование 7 августа.

## Демография
Динамика населения:

## Администрация коммуны
- Официальный сайт: http://www.comune.roccamorice.pe.it/